# سفارة فيتنام في ألمانيا
سفارة فيتنام في ألمانيا هي أرفع تمثيل دبلوماسي لدولة فيتنام لدى ألمانيا. تقع السفارة في برلين وهي تهدف لتعزيز المصالح الفيتنامية في ألمانيا.

## وصلات خارجية
- قائمة سفارات فيتنام
- قائمة السفارات في ألمانيا